# 越南最高人民法院
越南最高人民法院（越南语：／）为越南社会主义共和国的最高司法机关，其职能受越南国会的监督管理。
越南最高人民法院院长由越南国会选举产生，任期5年。现任最高人民法院院长为阮和平。

## 机构设置
- 最高人民法院审判会议
- 最高人民法院审判委员会
- 中央军事法院
- 最高人民法院刑事法庭
- 民事法庭
- 其它法庭